# Qaţār Chāh
Qaţār Chāh (persiska: قطار چاه) är en ort i Iran.   Den ligger i provinsen Khorasan, i den nordöstra delen av landet, 800 km öster om huvudstaden Teheran. Qaţār Chāh ligger 429 meter över havet och antalet invånare är 134.
Terrängen runt Qaţār Chāh är platt, och sluttar österut. Runt Qaţār Chāh är det glesbefolkat, med 20 invånare per kvadratkilometer. Närmaste större samhälle är Shūrloq, 18,2 km väster om Qaţār Chāh. Omgivningarna runt Qaţār Chāh är i huvudsak ett öppet busklandskap.